# Perissopmeros darwini
Perissopmeros darwini is een spinnensoort uit de familie Malkaridae. De soort komt voor in West-Australië.